# ¡Adiós, Cordera! (escultura)

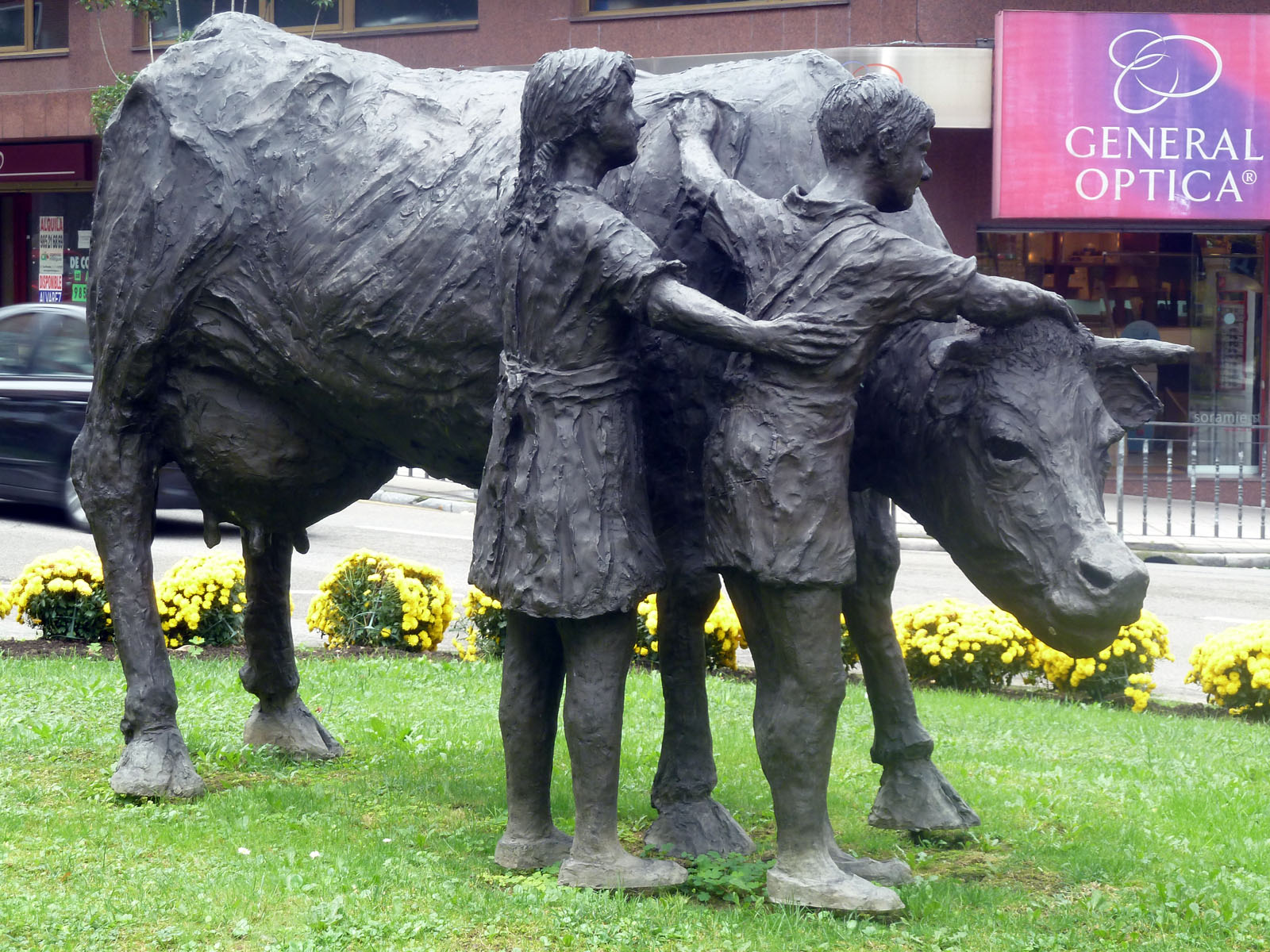
Conjunto escultórico ¡Adiós, Cordera!, en la plaza del general Ordónez.

La escultura urbana conocida por el nombre ¡Adiós, Cordera!, ubicada en el Parque de San Francisco (desde noviembre de 2019; anteriormente, en la plaza General Ordóñez), en la ciudad de Oviedo, Principado de Asturias, España, es una de las más de un centenar que adornan las calles de la mencionada ciudad española.
El paisaje urbano de esta ciudad se ve adornado por  obras escultóricas, generalmente monumentos conmemorativos dedicados a personajes de especial relevancia en un primer momento, y más puramente artísticas desde finales del siglo XX.
La escultura, hecha en bronce, es obra de Manuel García Linares, y está datada en 2002. Se trata de un conjunto formado por la figura de un niño y una niña abrazados a una vaca, que representa el famoso cuento de Leopoldo Alas «Clarín», del mismo nombre "¡Adiós, Cordera!".